# Lhotky (Kramolna)
Lhotky (německy Lhotky) je vesnice, část obce Kramolna v okrese Náchod. Nachází se asi 1,5 km na západ od Kramolny. V roce 2009 zde bylo evidováno 58 adres. V roce 2001 zde trvale žilo 115 obyvatel.
Lhotky je také název katastrálního území o rozloze 1,17 km2.